# Cordilura ustulata
Cordilura ustulata är en tvåvingeart som först beskrevs av Zetterstedt 1838.  Cordilura ustulata ingår i släktet Cordilura och familjen kolvflugor. Inga underarter finns listade i Catalogue of Life.